# Astrantia bavarica
Astrantia bavarica (лат.) — травянистое растение; вид рода Астранция (Astrantia) семейства Зонтичные (Apiaceae), произрастающий в Восточных Альпах. Широко используется в садах.

## Описание

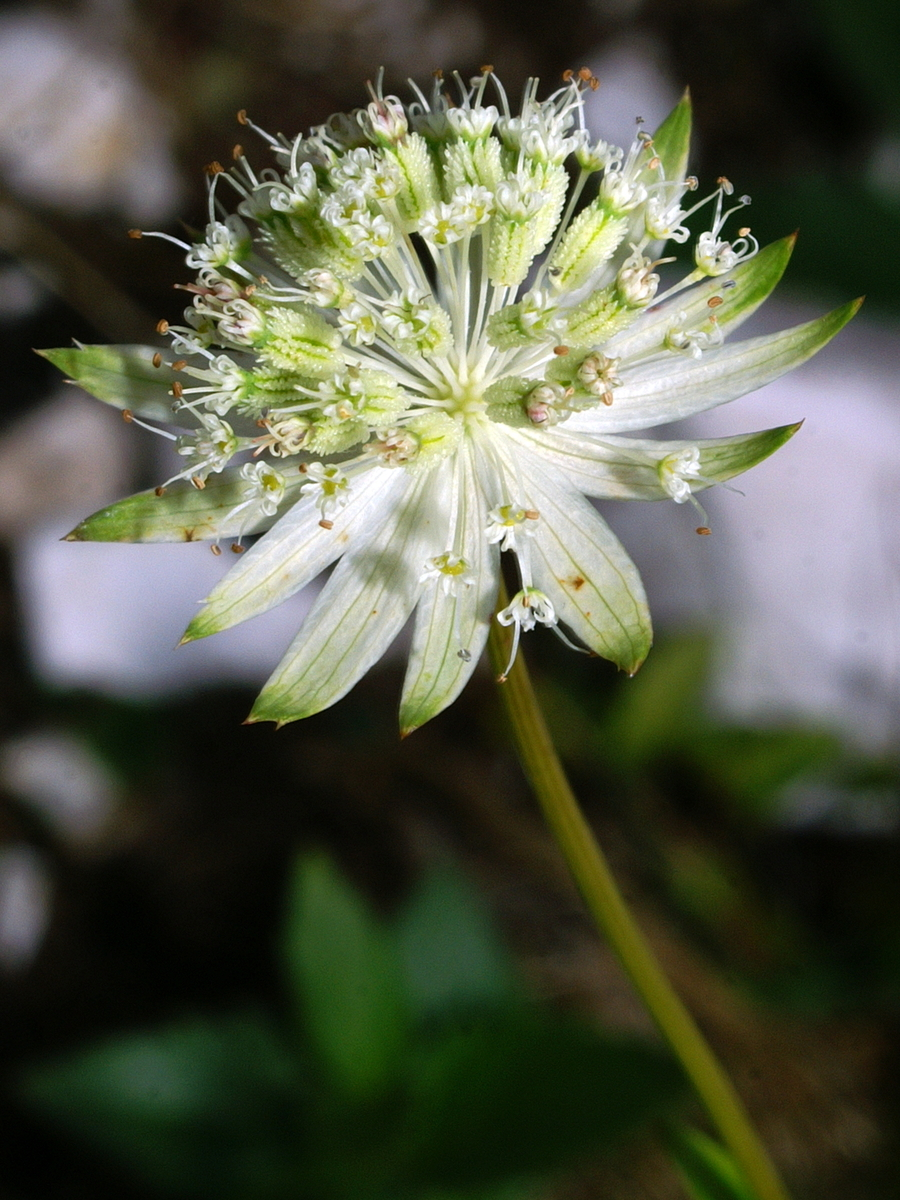
Цветок Astrantia bavarica (Словения).

Astrantia bavarica — травянистое многолетнее растение высотой в среднем 30 см. Стебель прямой и гладкий, с небольшими ветвями и несколькими листьями. Базальные листья имеют длинный черешок 10-20 см состоят из 3-7 долей. Размер листа 8-15 см. Соцветие зонтикообразное 2-3 см в диаметре. Мелкие цветки зеленовато-белые с розовыми оттенком. Цветёт с апреля до ноября.

## Таксономия
Вид Astrantia bavarica впервые официально описал немецкий фармацевт и ботаник Фридрих Вильгельм Шульц в 1858 году и опубликовал описание во Flora (том 41, выпуск 11). Видовой эпитет — от латинского слова bavarica, означающего «из Баварии», по бывшему германскому государству Бавария, что географически отличает этот вид от своего меньшего родственного вида Astrantia minor и более крупных Astrantia major и Astrantia maxima.

## Распространение и местообитание
Естественный ареал A. bavarica — восточные Альпы. Произрастает в Германии, Италии, Австрии, Словении и . Вид распространён в горных лесах и в кустарниках, на полянах и вблизи ручьев, обычно на известняковых почвах, на высоте 2 300 м над уровнем моря.
Энтомофильное растение, в основном опыляемое жуками, а также другими насекомыми.